# Бубнов, Марк Петрович
Марк Петро́вич Бу́бнов (27 марта 1923, Одесса — 23 сентября 2002, Москва) — советский архитектор. Заслуженный архитектор РСФСР.

## Биография
Родился 27 марта 1923 года в Одессе в семье Петра Владимировича и Клары Наумовны Бубновых. После окончания 10-го класса в июле 1942 года был призван в РККА и направлен в 15-й отдельный учебный танковый полк МВО. В декабре 1942 года Марк Бубнов получил звание старшего сержанта. Был направлен на Кировский танковый завод, где формировались танковые экипажи и маршевые роты. После приёмки матчасти отправлен на фронт в 59-й отдельный танковый полк.
7 января 1943 года был тяжело ранен. В эвакогоспитале ему пришлось ампутировать кисть левой руки. В июле 1943 года его демобилизовали как инвалида третьей группы.
После возвращения в Москву в сентябре 1943 года Бубнов поступил в МАРХИ, который окончил в 1949 году (тема диплома — «Театр в Москве»). Работал в «Мосгипротрансе» МПС СССР. Первая работа (под руководством архитекторов А. Н. Душкина и Б. С. Мезенцева) высотный дом у Красных ворот.
В 1960 году М. П. Бубнов перешёл на работу в управление по проектированию Дворца Советов (позже ЦНИЭП зрелищных зданий и спортивных сооружений) на должность главного архитектора проекта. С 1968 года Бубнов руководил мастерской № 1.  Выполнил проекты крупных общественных зданий.
Скончался 23 сентября 2002 года, похоронен на Введенском кладбище (участок № 9.).

## Проекты

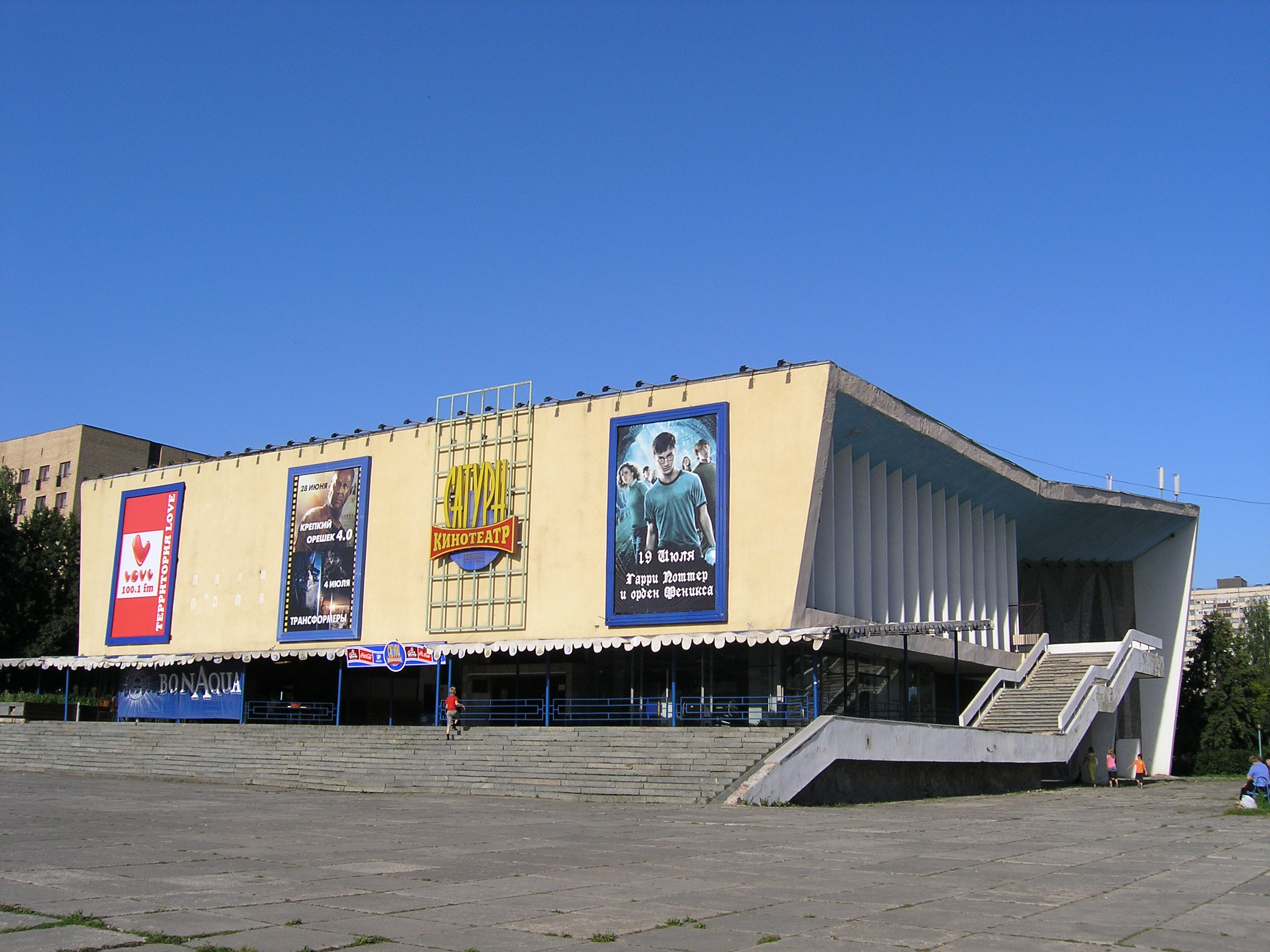
Кинотеатр в Тольятти

- Многоэтажные дома на Красносельской и Краснопрудной улицах Москвы,
- Драматический театр в Липецке,
- Дом Советов во Владимире,
- Кинотеатр в Тольятти (1970–1972; совместно с архитекторами В. В. Лазаревым, И. Б. Семейкиным, Э. Б. Тер-Степановым и В. Ф. Орловским).
- Центральная площадь Тольятти,
- Телебашня в Багдаде
- Посольство СССР в Париже.
- Музыкально-драматический театр в Кызыле.

## Награды и звания
- Государственная премия РСФСР в области архитектуры (1974; совместно с архитекторами Лазаревым В. В., Семейкиным И. В., Тер-Степановым Э. Б. и инженером Немировским В. Г.) — за проектирование и внедрение в строительство серии кинотеатров различной вместимости.
- заслуженный архитектор РСФСР (1977).
- орден Трудового Красного Знамени (1973).
- орден Отечественной войны II степени (1985).